# Giovanni Burtone
Giovanni Mario Salvino Burtone (Catania, 4 agosto 1956) è un politico italiano, sindaco di Militello in Val di Catania dal 12 giugno 2017.

## Biografia

### Gli inizi
Nato a Catania il 4 agosto 1956, figlio del partigiano e magistrato Giuseppe Burtone, è divenuto prima consigliere comunale di Militello in Val di Catania per la Democrazia Cristiana (DC) e successivamente consigliere provinciale di Catania.

#### Deputato all'Assemblea Regionale Siciliana
Alle elezioni regionali in Sicilia del 1986 viene eletto deputato all'ARS in provincia di Catania, con 43.000 preferenze circa. Viene rieletto alle successive regionali del 1991 con 52.300 preferenze.
Dal 1991 al 1994 è inoltre stato Assessore regionale, dapprima all'Agricoltura e alle Foreste (1991-1992, nel 1º governo Leanza) e successivamente al Territorio ed all'Ambiente (nel 1º e 2º governo Campione e nel governo Martino).
Nel 1994, con la dissoluzione della DC, aderisce alla rinascita del Partito Popolare Italiano di Mino Martinazzoli.

#### Europarlamentare
Alle elezioni europee del 1994 viene eletto eurodeputato, nella circoscrizione Italia insulare, nelle liste del Partito Popolare Italiano. Ricandidato alle elezioni europee del 1999 non viene rieletto, venendo battuto per poco meno di 12.000 preferenze da Luigi Cocilovo.

#### Deputato nazionale
Alle elezioni politiche del 2001 viene eletto alla Camera dei Deputati, nella circoscrizione Sicilia 2, nelle quote proporzionali de La Margherita.
È stato membro della Commissione per la protezione dell'ambiente, la sanità pubblica e la tutela dei consumatori, della Commissione temporanea per l'occupazione, della Delegazione per le relazioni con i paesi dell'America del Sud e della Commissione per la pesca.
Alle elezioni politiche del 2006 viene riconfermato deputato nelle liste de L'Ulivo (in quota Margherita).
È stato candidato sindaco di Catania nel 2008, dopo essere stato scelto attraverso le primarie, piazzandosi al terzo posto dietro a Nello Musumeci e all'eletto Raffaele Stancanelli.
Alle elezioni politiche del 2008 viene rieletto per la terza volta alla Camera dei Deputati nelle liste del Partito Democratico (PD). Alle elezioni politiche del 2013 è riconfermato deputato per la quarta volta consecutiva. In qualità di medico chirurgo propose di istituire la "giornata in ricordo delle persone decedute o rese disabili a causa dei vaccini".

#### Sindaco di Militello in Val di Catania
Alle elezioni amministrative del 2017 viene eletto, con il 51,64% dei consensi, sindaco di Militello in Val di Catania, venendo sostenuto dalla lista civica di centro-sinistra Militello che Vogliamo - Giovanni Burtone Sindaco.
Alle elezioni politiche del 2018 è candidato al Senato nel collegio maggioritario di Acireale per il centro-sinistra, ma arriva terzo e non è eletto.
Ricandidato a sindaco alle amministrative del 2022, è rieletto al primo turno con il 71,5% dei voti.
Alle elezioni regionali in Sicilia del 2022 si ricandida all'ARS nelle liste del PD, sostenendo la mozione dell'europarlamentare Caterina Chinnici, venendo rieletto deputato nel collegio Catania con voti 5.203 di preferenza.